# ساكرامنتو موناركس
ساكرامنتو موناركس (بالإنجليزية: Sacramento Monarchs)‏ هو فريق كرة سلة أمريكي للمحترفات، تأسس في سنة 1997 يقع مقره في ساكرامنتو. يلعب في دوري الاتحاد الوطني لكرة السلة النسائية وفاز به مرة واحدة في سنة 2005.

## وصلات خارجية
- الموقع الرسمي